# Cornillon
Cornillon település Franciaországban, Gard megyében. Lakosainak száma 908 fő (2022. január 1.). Cornillon Goudargues, Issirac, La Roque-sur-Cèze, Saint-André-de-Roquepertuis, Saint-Christol-de-Rodières, Saint-Laurent-de-Carnols és Verfeuil községekkel határos.

## Népesség
A település népességének változása:
| Lakosok száma | 432  | 538  | 609  | 847  | 931  | 925  | 934  | 949  | 935  | 908  |
|               | 1968 | 1982 | 1990 | 2006 | 2013 | 2015 | 2017 | 2019 | 2020 | 2022 |